# Стратфорд (Онтарио)
Стратфорд (енгл. Stratford) је град у Канади у покрајини Онтарио. Према резултатима пописа 2011. у граду је живело 30.886 становника.
Овде се налази Универзитет Ватерлу у Стратфорду.

## Становништво
Према резултатима пописа становништва из 2011. у граду је живело 30.886 становника, што је за 1,2% више у односу на попис из 2006. када је регистровано 30.516 житеља.
| 2006.  | 2011.  |
| ------ | ------ |
| 30.516 | 30.886 |